# Arnebia hancockiana
Arnebia hancockiana là loài thực vật có hoa trong họ Mồ hôi. Loài này được (Oliv.) I.M.Johnst. mô tả khoa học đầu tiên năm 1937.